# صدقة

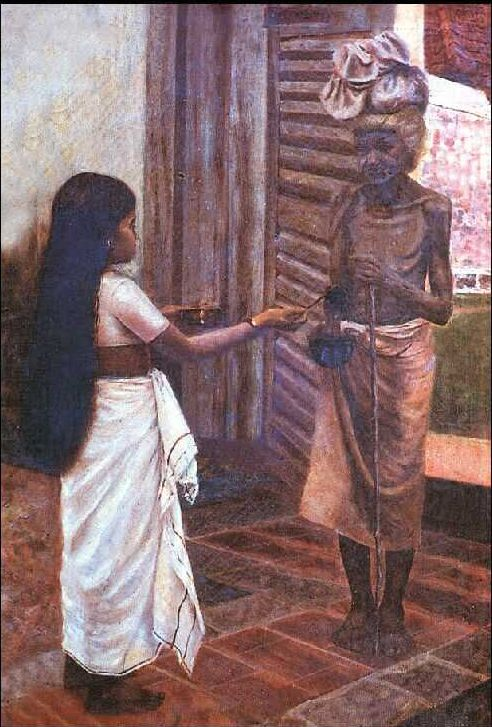
فتاة صغيرة تتصدق على عجوز فقيرة. لوحة للرسام الهندي رافي فارما.

الصدقة مفهوم ديني، وهي العطية للمحتاج على وجه التقرب إلى الخالق والمعبود، ينظر المؤمنون إليها بإعجاب، ولاسيما عندما تمارس بشكل سري من قبل الغرباء «الذين يخافون الله». وللصدقة أثر كبير على كيان المجتمع حيث تعمل على بث روح التعاون والمؤاخاة بين أفراد المجتمع وتزيل الحسد بين الناس.
والصَدقات أنواع كثيرة منها المال والعقار والثياب والطعام أو بناء المساجد التي تعدّ صدقة جارية، أو قربان الهيكل وما يلزم الكنيسة من أدوات، وأيضاً تقديم الوقت أو المهارات والخبرات الشخصية لخدمة المجتمع وإلى غير ذلك.

## تعريف
يعرفها ابن منظور: 

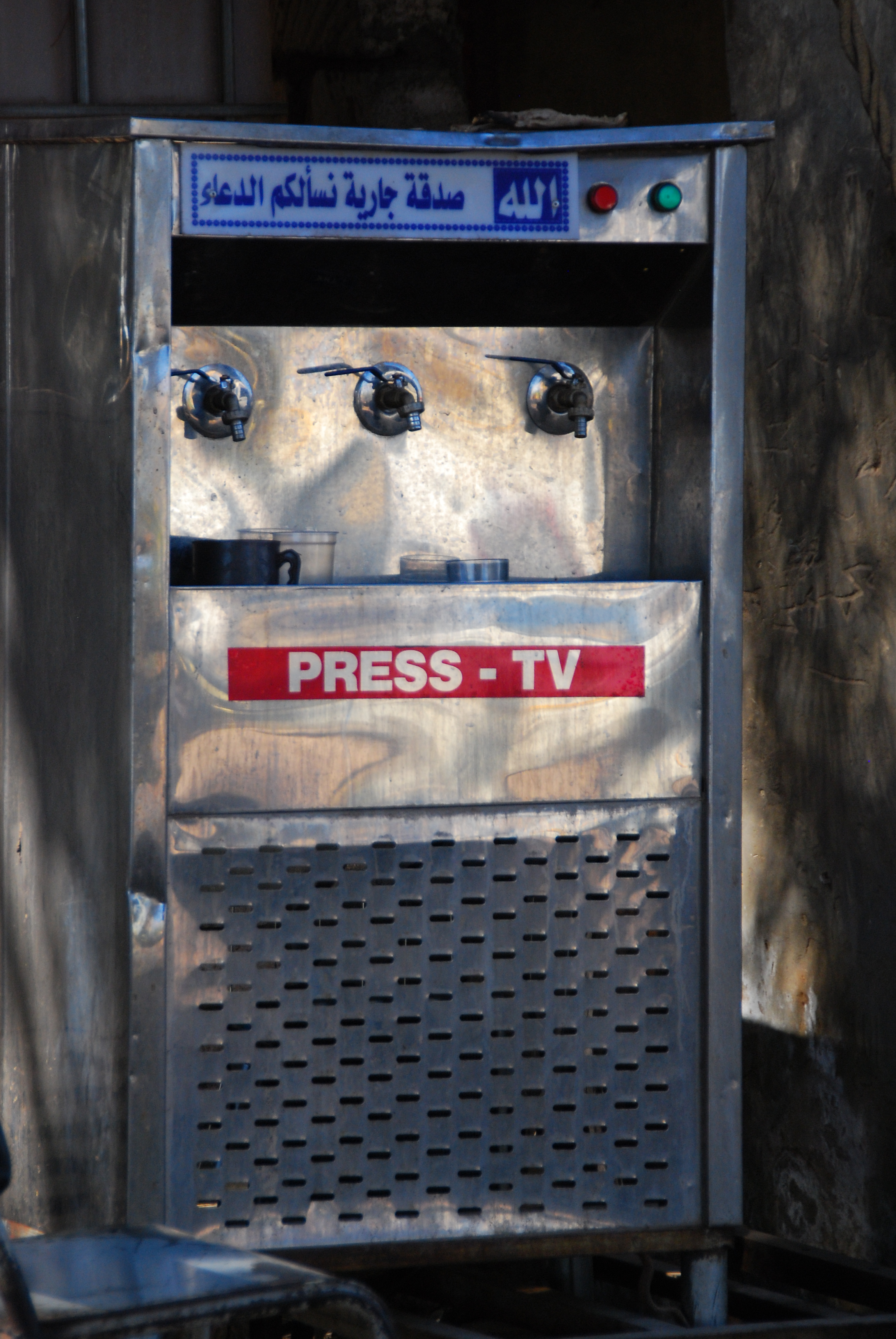
مبرد مياه على طريق صحراوي في مصر أوقفه أحدهم صدقة جارية.

| صدقة | "والصدقة: ما أعطيته في ذات الله للفقراء". | صدقة |

ويصفها الإمام النووي: 
| صدقة | "والصدقة لغة تلتقي مع مادة الصدق في أصل المادة وفقه اللغة يؤكد ارتباط المادة بجميع ما تفرع عنها". | صدقة |

ليس في اللغة العبرية لفظ خاص للدلالة على الصدقة. وأما اللفظ الفرنسي Aumône، فمشتقَ من الفظ اليوناني eleemosyna ἐλεημοσύνη، الذي يشير في الترجمة السبعينية، إما إلى رحمة الله وإما، وذلك في النادر إلى «البر» جواب الإنسان الخالص على الله (تثنية 625)، أو يشير إلى رحمة الإنسان لأخيه الإنسان، وهذه الرحمة الأخيرة لا تكون صادقة إلا إذا ترجمت إلى أعمال. تحتل المساعدة المادية بينها مكاناً بارزآ، مقدمة للمعوزين. إلا أنّ اللفظ اليوناني سينتهي بأن يكون مقصوراً على هذا المعنى المحدد بالضبط: «الصدقة»، في العهد الجديد بل وفي بعض كتب العهد القديم المتأخرة: دانيال، طوبيا، ويشوع بن سيراخ. إلا أن هذه الكتب الثلاثة تذكر أيضا صدقة eleemosyne الله نحو الإنسان.

## في الأديان السماوية

### في العهد القديم والجديد
ينبغي على الصدقة ألا تكون مجرد فعل عطف بشري، بل بادرة دينيَة. فالكرم نحو الفقراء الذي كثيراً ما يرتبط بترتيبات الاحتفالات الطقسية غير العادية
ويعدّ جزء من مجرى الأعياد. به أكثر من ذلك تستمد هذه البادرة قيمتها من أنها تقرب إلى الله نفسه، وتتيح له الحقّ في الجزاء،، وفي الصفح عن الخطايا. وهي تعادل ذبيحة مقدمة إلى الله. فالإنسان، بحرمان ذاته من قسط من أمواله، يرتب لنفسه كنزاً. «طوبى لمن يراعي المسكين والبائس». يحث طوبيا الشيخ ابنه بحرارة على هذا النحو، قائلاً: 
عدها يسوع مع الصوم والصلاة كواحدة من أعمدة الحياة الدينيّة الثلاثة، وطالب بأن تُصنع بتجرد تام، دونما تباهٍ، «من غير أن يُرجى من ورائها شيء»، وبدون حدود.
والصدقات فردية وأخرى جمهورية كالعشور والبكور والنذور والوقف الخيري.

### في الإسلام
تعدّ الصدقة في الإسلام من أوضح الدلالات وأصدق العلامات على صدق إيمان المتصدق، فمن ينفق ماله كان ذلك برهان إيمانه وصحة يقينه، وفي ذلك قال النبي محمد: والصدقة برهان. والصدقة لا تنحصر في المال، أي إنها ليست مادية بحتة، حيث أن مجرد البدء بالسلام ورده يعدّ صدقة، وحسن الكلام واللفظ مع الناس كذلك يعدّ صدقة.
| صدقة | "يا رسول الله ذهب أهل الدُّثور بالأجور يُصلُّون كما نُصلي ويصومون كما نصوم، ويتصدقون بفضول أموالهم، قال: أو ليس جعل الله لكم ما تَصَّدَّقُون؟ إن بكل تسبيحةٍ صدقة ٌ، وكل تكبيرةٍ صدقة ٌ وكل تحميدةٍ صدقة ٌ، وكل تهليلةٍ صدقة ٌوأمرٌ بالمعروفِ صدقة ٌ، ونهيٌ عن مُنكرٍ صدقة ُ، وفي بُضعِ أحدكم صدقةٌ"، قالوا: يا رسول الله! أيأتي أحدنا شهوتَهُ ويكون له فيها أجرٌ؟ قال: "أرأيتم لو وضعها في حرام أكان عليه وزرٌ فكذلك إذا وضعها في الحلال كان لهُ أجراً" | صدقة |

حسب الروايات الإسلامية، للصدقة عشر خصال محمودة خمس في الدنيا: تطهير للمال والبدن من الذنوب ودفع البلاء والأمراض وإدخال السرور على المساكين وبركة المال وسعة الرزق. وأما التي في الآخرة فهي: تكون ظلاً لصاحبها في شدة الحر، وخفة الحساب، وتثقل الميزان، وجواز على الصراط، وزيادة الدرجات في الجنة. كما أن الصدقة تطفئ غضب الرب لقول الرسول: «الصدقة لتطفئ غضب الرب وتدفع ميتة السوء.»
ومن الأسباب التي تفسد الصدقة أن لا تكون خالصة لوجه الله كأن يخالطها رياء، واتباع الصدقة بالمن أو الأذى.